# The Way We Were (canción)
The Way We Were (en español: Tal como éramos) es una canción del año 1973 escrita y compuesta por Marvin Hamlisch y Alan y Marilyn Bergman, y cantada por Barbra Streisand para la película homónima, ganadora del premio Óscar a la mejor canción original de dicho año.

## Descripción
La canción fue lanzada al mercado el 27 de septiembre de 1973 por la compañía discográfica Columbia Records. Tiene una duración de 3 min 29 s. Su letra expresa la relación melancólica entre los dos protagonistas de la película: Robert Redford y la propia Barbra Streisand.

## Letra
Memories
 Light the corners of my mind.
 Misty watercolor memories,
 Of the way we were.
Scattered pictures,
 Of the smiles we left behind;
 Smiles we gave to one another,
 For the way we were.
Can it be that it was all so simple then,
 Or has time rewritten every line.
 If we had the chance to do it all again,
 Tell me, would we?
 Could we?
Memories,
 May be beautiful and yet.
 What's too painful to remember,
 We simply choose to forget.
So it's the laughter,
 We will remember,
 Whenever we remember,
 The way we were.
 The way we were.